# 泊川
泊川（日语：／）或戈洛夫宁河（俄語：Река Головнина）是国后岛的河，源起泊山（戈洛夫宁山），长10公里，流域面积19平方公里，注入泊湾。

## 引用
1. ↑  М·Г·瓦西科夫斯基. . 列宁格勒: 气象出版社. 1973 （俄语）.
2. ↑  . Verumwiki.   [2024-02-13]. （原始内容存档于2024-01-20） （俄语）.